# Восход (Торжоцький район)
Восход (рос. Восход) — присілок в Торжоцькому районі Тверської області Російської Федерації.
Населення становить 130 осіб. Входить до складу муніципального утворення Мирновське сільське поселення.

## Історія
Від 2005 року входить до складу муніципального утворення Мирновське сільське поселення.

## Населення
| 1996 | 2002 | 2008 | 2010 |
| ---- | ---- | ---- | ---- |
| 136  | ↘133 | ↗140 | ↘130 |